# Dactylopisthoides wrangelianus
Espèce
Synonymes
- Uusitaloia wrangeliana Marusik & Koponen, 2009

Dactylopisthoides wrangelianus est une espèce d'araignées aranéomorphes de la famille des Linyphiidae.

## Distribution
Cette espèce est endémique de Tchoukotka en Russie,. Elle se rencontre sur l'île Wrangel.

## Description
Le mâle holotype mesure 1,79 mm.

## Systématique et taxinomie
Cette espèce a été décrite sous le protonyme Uusitaloia wrangeliana par Marusik et Koponen en 2009. Elle est placée dans le genre Dactylopisthoides par Tanasevitch et Marusik en 2023.

## Étymologie
Son nom d'espèce lui a été donné en référence au lieu de sa découverte, l'île Wrangel.

## Publication originale
- Marusik & Koponen, 2009 : « A new species of Uusitaloia Marusik, Koponen & Danilov (Araneae: Linyphiidae: Erigoninae), a genus through to be monotypic, from the Wrangel Island NE Russia. » Entomologica Fennica, vol. 20, p. 18-21 (texte intégral).